# 桑尼奎利
桑尼奎利是西非國家利比里亞北部的城市，也是寧巴縣的首府，接近與畿內亞和科特迪瓦接壤的邊境，海拔高度769米，市內有幼兒園、小學，中學和農業培訓中心，主要經濟活動有橡膠業、農業和服務業，2008年人口11,894。

## 外部連結
- Sanniquellie Facebook page[永久]
- MSN Map[永久]